# Adelberg
Adelberg est une commune allemande en Bade-Wurtemberg, située dans l'arrondissement de Göppingen.

## Personnalités liées à la commune
- Johannes Kepler (1571-1630), astronome réputé, y a fait des études (uniquement en latin) au petit séminaire luthérien, situé dans un ancien couvent catholique, de 1584 (à 13 ans) à 1586.

Vues du couvent, où étudia Kepler :

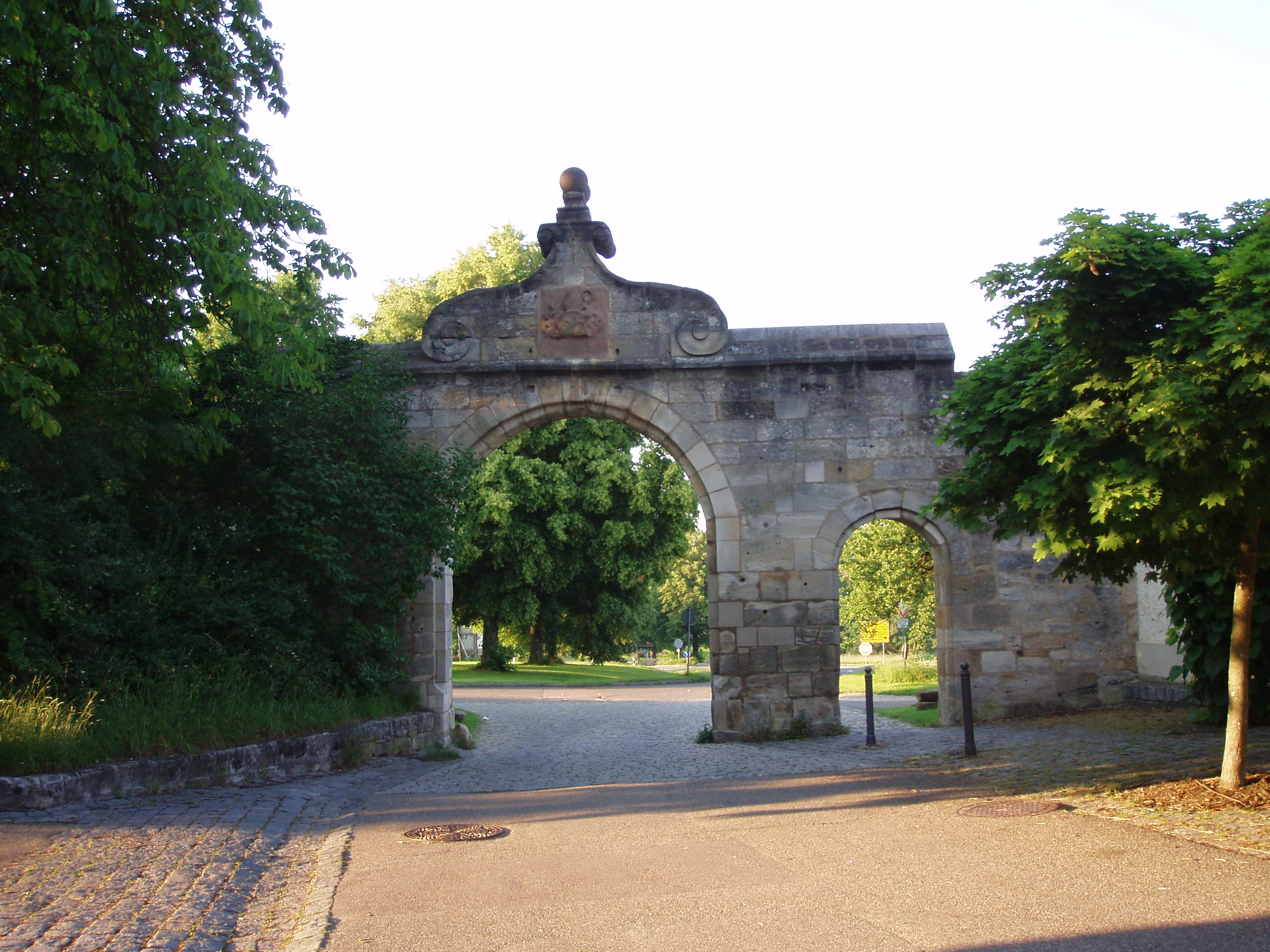
Entrée du couvent
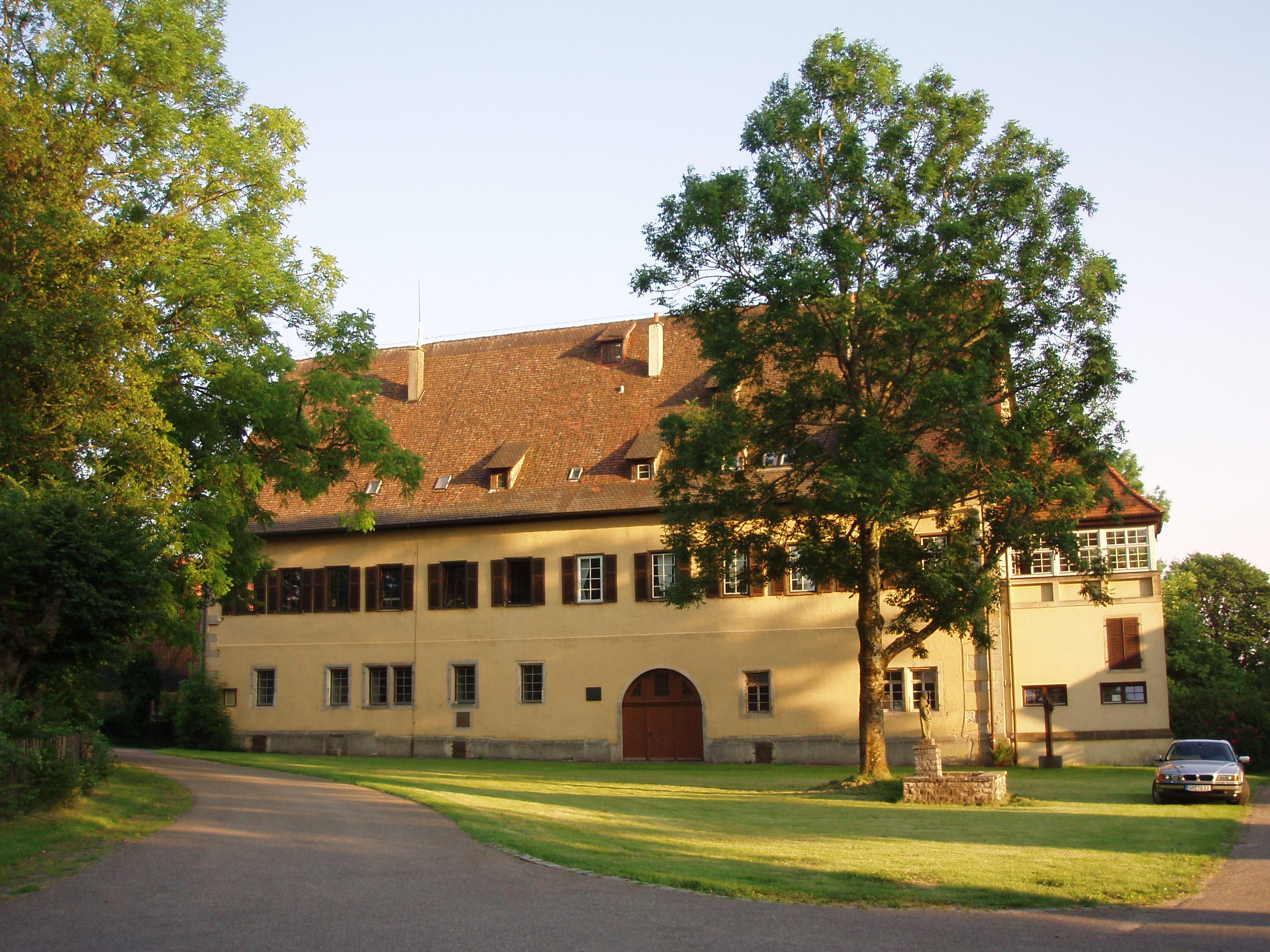
Vue du couvent
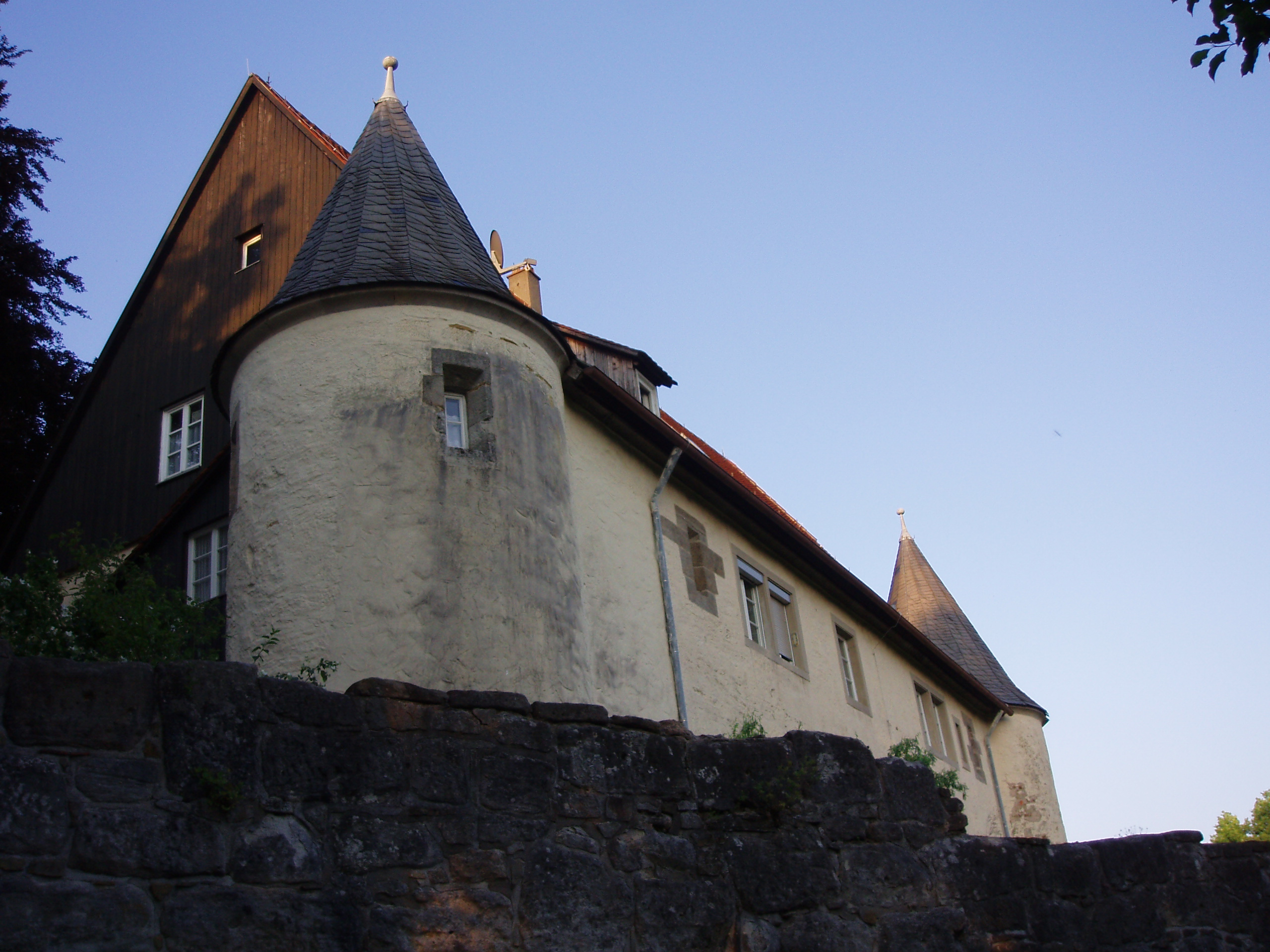
Vue du couvent
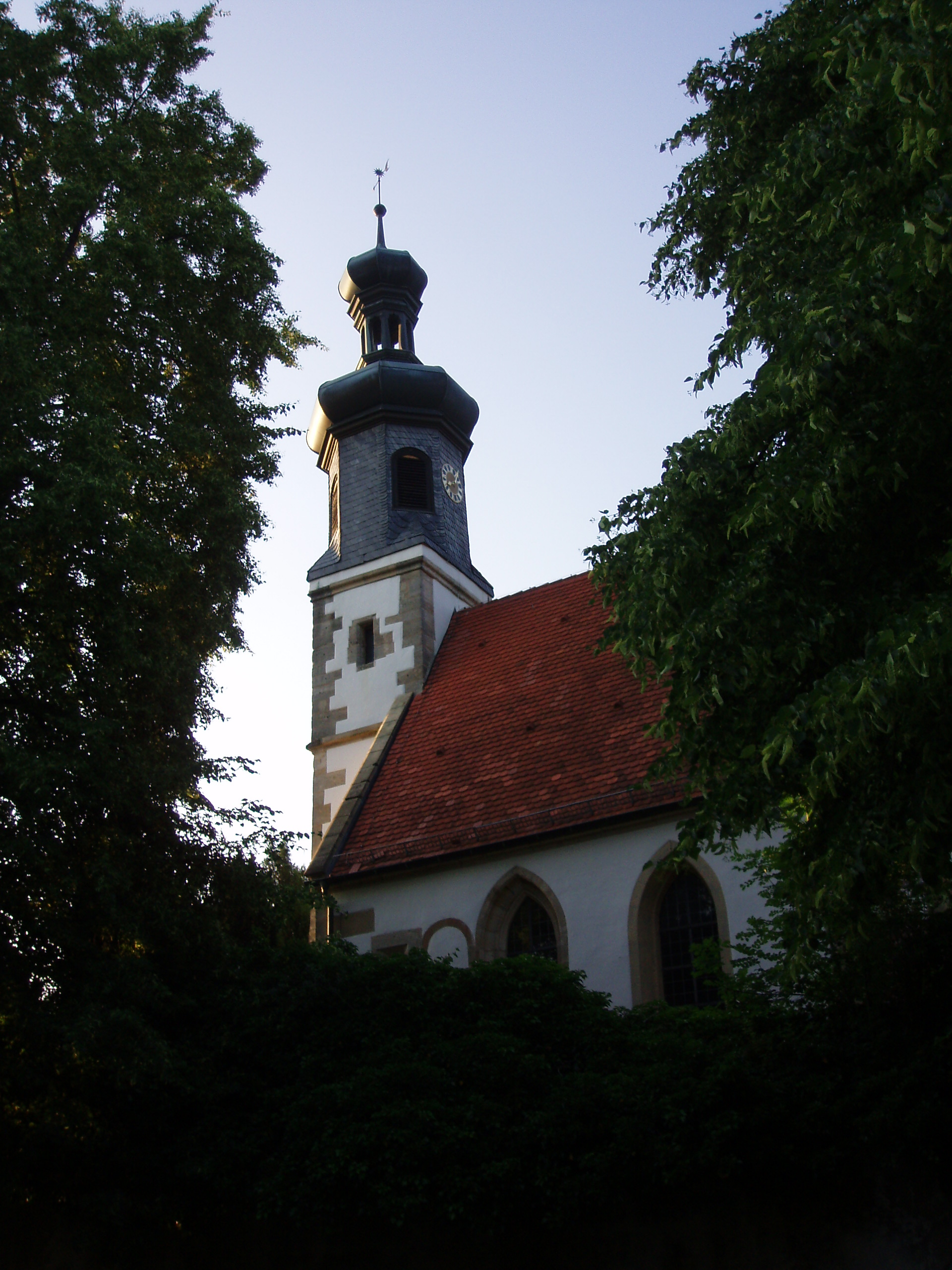
Église du couvent